# UEFA-CAF Meridian Cup
La UEFA/CAF Meridian Cup era un torneo di calcio che ha caratterizzato le squadre nazionali provenienti dall'Europa e dall'Africa fra i giocatori Under-18, e faceva parte del programma di cooperazione tra la UEFA e la CAF.

## Progetto Meridian
La UEFA-CAF Meridian Cup è parte del Progetto Meridian, un accordo di cooperazione concluso dalle confederazioni calcistiche africani ed europei a Lisbona il 30 gennaio 1997 per promuovere lo scambio di culture e di offrire ai giovani calciatori un'esperienza di apprendimento unica nel quadro di un festival del calcio. Si svolge ogni due anni.

## Cambio di formato
Il concorso si è evoluto dal suo inizio nel 1997, correndo come un torneo a otto squadre fino a quando l'evento 2005 in Turchia dopo che il formato è stato cambiato in una sfida andata-ritorno tra due selezioni all-star continentali U-18. L'ultima UEFA-CAF Meridian Cup ha coinvolto anche una componente educativa costituita da sessioni di formazione congiunte e riunioni di pullman da Europa e Africa. L'evento del 2007 si è svolto a Barcellona, in Spagna, ed è stato ospitato nei locali del FC Barcelona.

## Regolamento
I regolamenti per la UEFA-CAF Meridian Cup è inizialmente stilato dall'amministrazione UEFA prima di essere sottoposto alla Commissione Calcio Giovanile e Amatoriale. Essi vengono poi inoltrati dopo l'approvazione di tale commissione al Comitato Esecutivo UEFA per la ratifica.

## Tornei

### Progetto Meridian
| Anno          | Paese Ospite | Finale    | Finale       | Finale        | Terzo e quarto posto | Terzo e quarto posto | Terzo e quarto posto |
| Anno          | Paese Ospite | Vincitore | Risultato    | Secondo posto | Terzo posto          | Risultato            | Quarto posto         |
| ------------- | ------------ | --------- | ------------ | ------------- | -------------------- | -------------------- | -------------------- |
| 1997 Dettagli | Portogallo   | Nigeria   | 3 – 2        | Spagna        | Portogallo           | 2 – 1                | Grecia               |
| 1999 Dettagli | Sudafrica    | Spagna    | 2 – 1        | Ghana         | Portogallo           | 0 - 0 (3 - 1) cdr    | Egitto               |
| 2001 Dettagli | Italia       | Spagna    | Girone unico | Italia        | Portogallo           |                      | Rep. Ceca            |
| 2003 Dettagli | Egitto       | Spagna    | Girone unico | Svizzera      | Francia              |                      | Inghilterra          |
| 2005 Dettagli | Turchia      | Francia   | Girone unico | Spagna        | Turchia              |                      | Portogallo           |

### Nuovo formato
| Anno          | Paese Ospite | Finale    | Finale      | Finale        |
| Anno          | Paese Ospite | Vincitore | Risultato   | Secondo posto |
| ------------- | ------------ | --------- | ----------- | ------------- |
| 2007 Dettagli | Spagna       | UEFA      | 6 – 1 4 – 0 | CAF           |

### Vittorie per squadra
| Squadra     | Vincitore            | Secondo posto  | Terzo posto          | Quarto posto |
| ----------- | -------------------- | -------------- | -------------------- | ------------ |
| Spagna      | 3 (1999, 2001, 2003) | 2 (1997, 2005) |                      | -            |
| Nigeria     | 1 (1997)             | -              | -                    | -            |
| Francia     | 1 (2005)             | -              | 1 (2003)             | -            |
| UEFA        | 1 (2007)             | -              | -                    | -            |
| Ghana       | -                    | 1 (1999)       | -                    | -            |
| Italia      | -                    | 1 (2001)       | -                    | -            |
| Svizzera    | -                    | 1 (2003)       | -                    | -            |
| CAF         | -                    | 1 (2007)       | -                    | -            |
| Portogallo  | -                    | -              | 3 (1997, 1999, 2001) | 1 (2005)     |
| Turchia     | -                    | -              | 1 (2005)             | -            |
| Grecia      | -                    | -              | -                    | 1 (1997)     |
| Egitto      | -                    | -              | -                    | 1 (1999)     |
| Rep. Ceca   | -                    | -              | -                    | 1 (2001)     |
| Inghilterra | -                    | -              | -                    | 1 (2003)     |